# Kunchur, Hirekerur
Kunchur là một làng thuộc tehsil Hirekerur, huyện Haveri, bang Karnataka, Ấn Độ.